# Art Attack de Disney
Art Attack de Disney es un spin-off del programa de televisión británico del mismo nombre para Latinoamérica y España emitido por Disney Channel (Latinoamérica) y Disney Channel (España), respectivamente.

## Historia

### Preinicios (1996-2001)
Las primeras versiones de Art Attack para Latinoamérica, se transmitieron por Discovery Kids, se dieron antes de que los derechos fueran adquiridos por Disney. El programa era llamado bajo el nombre de "ArteManía". Los episodios eran todos conducidos por su presentador original, Neil Buchanan y doblados por Adrián Wowczuk. El presentador mostraba cómo hacía distintos tipos de manualidades, incluyendo la sección de los dibujos a lo grande, también llamados como "atacazos artísticos". El formato era muy distinto al que le siguió, no solo por todo lo artístico que se creaba, sino también porque el conductor fue vistiendo diferentes atuendos con el logo del programa; también cabe destacar la participación de El Cabezón, quien iba cambiando de museo o galería durante las primeras temporadas, también su aspecto que se fue renovando: al principio, el personaje fue interpretado en la primera temporada, por el comediante Jim Sweeney, y en la segunda, por el actor Andrew O'Connor, hasta la tercera temporada, donde fue reemplazado por un títere de goma que era controlado por Francis Wright.

### Inicios de la versión local (1998-2004)

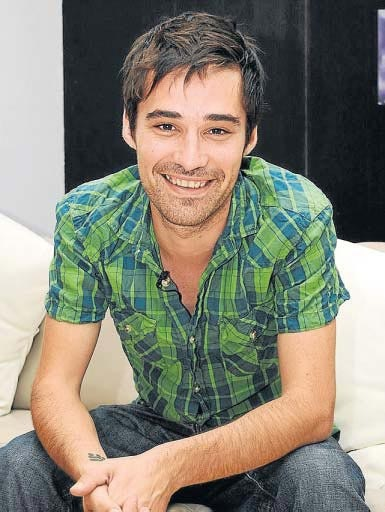
Jordi Cruz fue el primer presentador de Art Attack de Disney desde 1998 hasta 2004.

Estas fueron las primeras versiones hechas en habla hispana, para Latinoamérica, en 2000 fue conducida por el mexicano Rui Torres. Esta versión consistió únicamente de 2 temporadas.[cita requerida] Para España, desde 1998, el programa fue conducido por Jordi Cruz hasta el 2004. Entre 2002 y 2004, la versión de Jordi Cruz fue doblada al español latino para eliminar coloquialismos y acentos españoles para su transmisión en Latinoamérica. Ambas versiones fueron producidas por The Media Merchants en asociación con Disney Channel.
También en ambas versiones se encontraba al personaje característico de El cabezón, además de la sección de los grandes ataques artísticos protagonizados por Neil Buchanan.

### En repeticiones e hiatus (2005-2011)
En 2005, luego de 2 años de terminada la versión latinoamericana, Disney Channel Latinoamérica transmitió la versión española para toda Latinoamérica. Secuencialmente, a partir de octubre de 2008 hasta marzo de 2011 se empezaron a emitir episodios de la versión original de Neil Buchanan con doblaje hispano.

### Nueva versión local (2010-2016)
Disney Junior Latinoamérica anunció el comienzo de producción y grabación de Art Attack, en su nueva versión local. El canal produjo 26 episodios en español para el mercado latinoamericano y 26 episodios en portugués para Brasil, presentando nuevos proyectos de arte y utilizando algunos estilos y materiales representativos de la región.
Esta versión fue presentada por Emiliano Pandelo y además Art Attack Latinoamérica contó con la presencia de un nuevo personaje representado en una palmera, llamado "Vicente van Coco" (referencia a Vincent van Gogh), que detallará los pasos de cada proyecto artístico y también explicará a la audiencia cómo cuidar el planeta, a través del reciclaje de materiales.
En la serie, continúan los artes gigantes característicos del programa, pero estos también serán locales ya que representarán algunas de las diferentes culturas de la región y serán liderados por un nuevo artista argentino, Alex Gandman
Es también la primera vez que la producción de Art Attack se realizará íntegramente en los estudios de Non Stop Digital ubicados en Buenos Aires, y no en el Reino Unido, tal como se realizaba en las versiones anteriores.
Esta nueva versión se estrenó el 9 de abril de 2011 por Disney Junior Latinoamérica. En España, esta nueva versión se estrenó con Guillermo Martínez de presentador el 21 de septiembre de 2011 en Disney Channel España. Para esta nueva temporada la producción del programa se movió a los estudios Non Stop en Madrid. 
A partir de 2014, el programa fue conducido por Germán Otero, y en el mismo año Disney anunció 2 temporadas con un total de 67 episodios, la primera empezó a transmitirse el 25 de agosto en Latinoamérica por el canal Disney Junior, la segunda tuvo su estreno el 21 de septiembre de 2015. Este mismo año la producción del programa se movio a la sede ubicada en los Estudios Churubusco de los mismos estudios, en la Ciudad de México.
El 9 de abril de 2016 se estrenó el último episodio de la cuarta temporada, sin volver a anunciar una renovación de la serie. Todavía siguen trasmitiendo todos los episodios del programa en Disney Junior, de lunes a viernes por la tarde, aunque solo una emisión por día.[actualizar]

## Premios y nominaciones
1. 2011 - Premios Martín Fierro de Cable por 2010   Disney Channel  Emiliano Pandelo y Alex Gandman.[9]